# Хірургічний шов

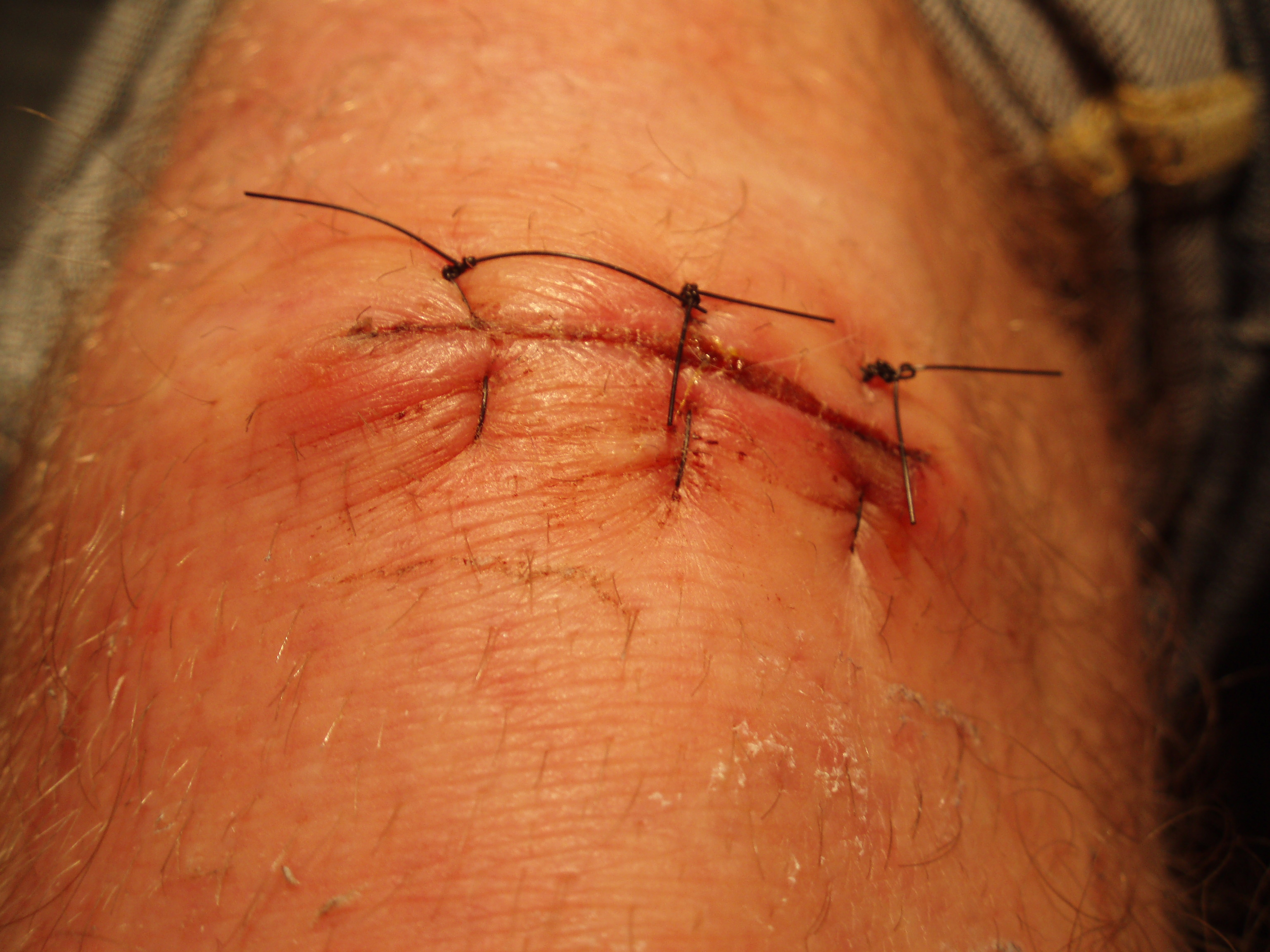
Хірургічні шви

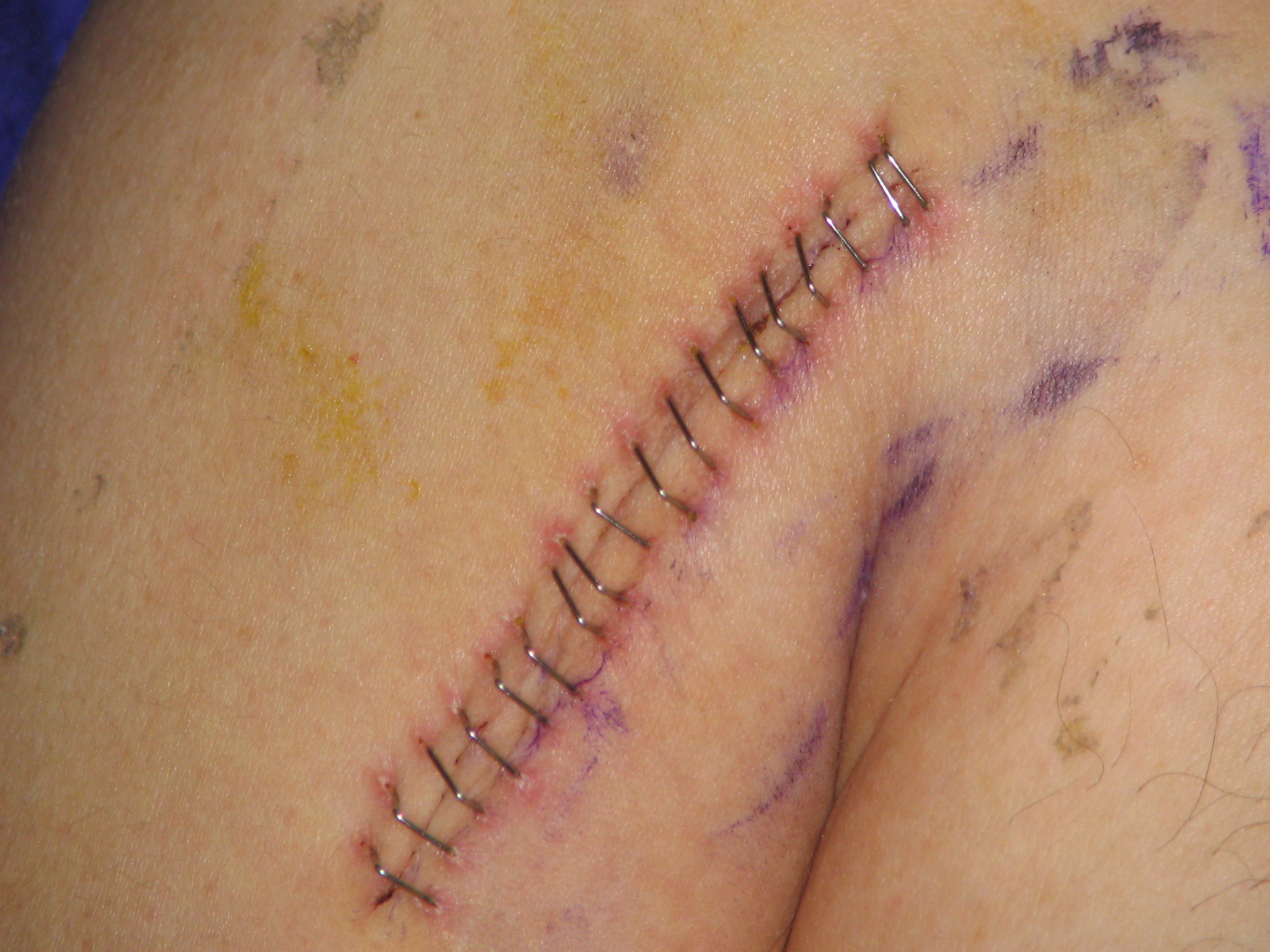
Рана закрита («зашита») хірургічними скобами

Хірургічні шви — сукупність хірургічних методик і маніпуляцій, метою застосування яких є з'єднання тканин і/чи їх замінників з використанням хірургічного інструментарію та шовного матеріалу. 
Хірургічні шви можуть накладати ручним методом, та з допомогою механічних зшивальних апаратів. Сучасні технології дозволяють обійтись без шовного матеріалу — зварюючи тканини або склеюючи їх, проте ця методика має обмеження щодо застосування.

## Види

Вузлові шкірні шви

Підшкірний неперервний шов

«Матрасні» шви (вертикальні)

За принципом накладання:
- Вузлові
- Неперервні

За терміном, на який накладають:
- Тимчасові
- Постійні

За кількістю рядів:
- однорядні
- 2-х рядні
- 3-х рядні
- 4-х рядні

За метою:
- Провізорні
- Фіксувальні
- Такі що прорізаються
- Гемостатичні

За місцем застосування:
- Шкірні
- Підшкірні
- Судинні
- Сухожилкові
- Кишкові
- Нервові (підвид епіневральні)
- Кісткові
- та інш.

Також, за методикою:
- Обвивні
- Z-подібні
- П-подібні
- 8-подібні
- U-подібні
- Кисетні
- Матрасні
- та інш.

## Вимоги
- точно зіставляти краї рани (прецизійність)
- мінімально травмувати тканини
- уникати перенатягу тканини
- забезпечувати гемостатичний ефект
- сприяти "косметичному загоєнню"
- можливість цілісного видалення або біодеструкції
- мінімальна "кількість" шовного матеріалу в порожнині рани
- швидко накладатися і зніматися;
- не перешкоджати природному дренуванню (рани);
- ліквідовувати порожнини і кишені

## Застосування
Найпошириніше застосування хірургіних швів при ушкодженнях мягких тканин.

## Зняття швів

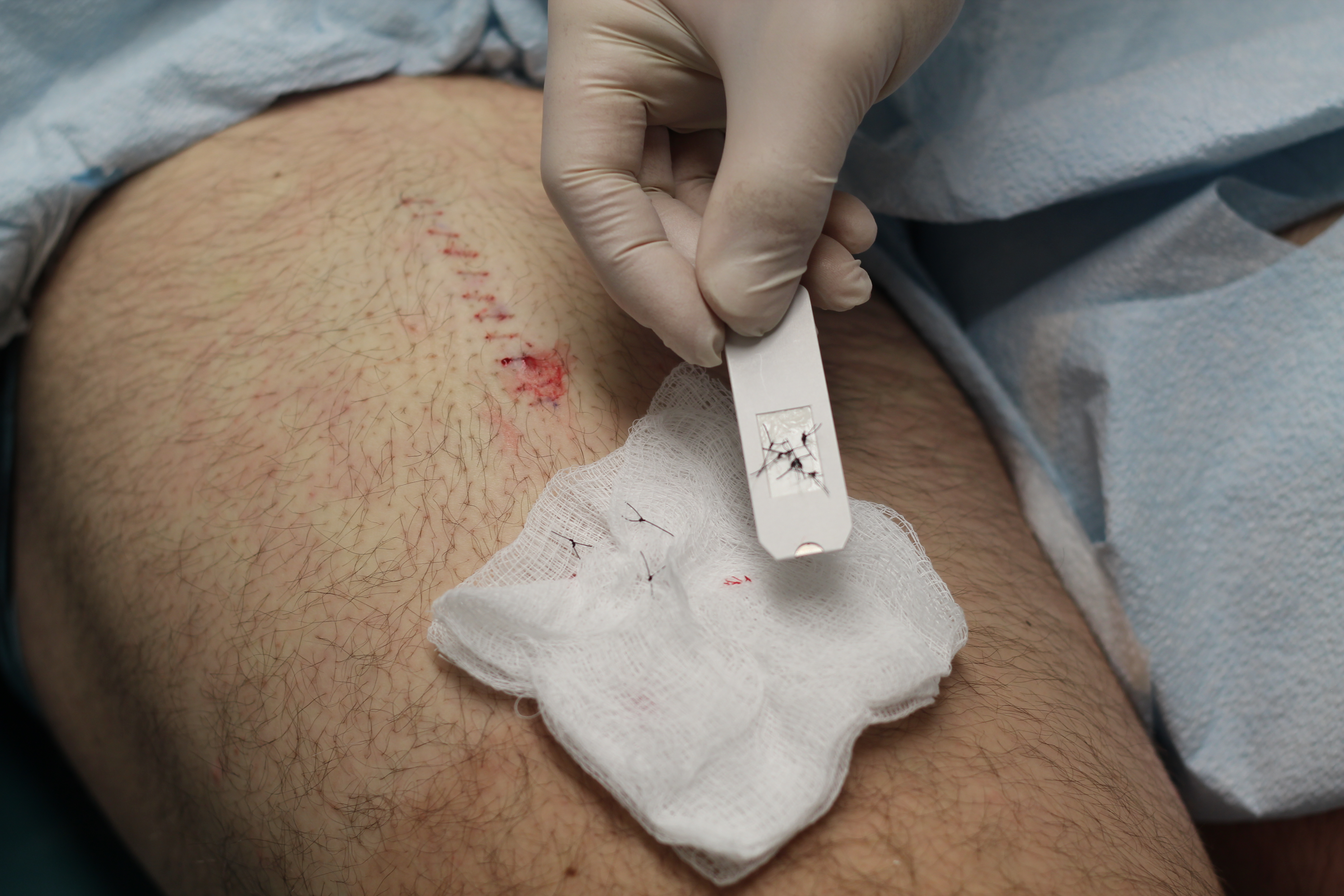
Зняті вузлові шви, із шкіри

Тимчасові шви, що накладені, мають бути зняті, або передбачається використання шовного матеріалу який руйнується організмом у визначений проміжок часу.
Вузлові шви із шкіри знімають при неускладненому перебігу: у дорослих — на 7-8 день, у дітей — 5-6 день, у людей похилого віку — 10-12 день. За інших обставин лікар-хірург визначає час та кількість знятих швів.
Термін зняття швів також залежить від місця їх накладання:
- Дні: М'язи, підшкірна клітковина або шкіра
- Тижні до місяців: фасція або сухожилля
- Кілька місяців: судинний протез[1]

На шкірі:
- шкіра голови: від 7 до 10 днів
- обличчя: від 3 до 5 днів
- грудна клітка або тулуб: від 10 до 14 днів
- руки: від 7 до 10 днів
- ноги: від 10 до 14 днів
- кисті або стопи: від 10 до 14 днів
- долоні або підошви ніг: від 14 до 21 дня

## Ускладнення
До типових ускладнень належить:
- інфікування
- кровотеча
- неспроможність швів

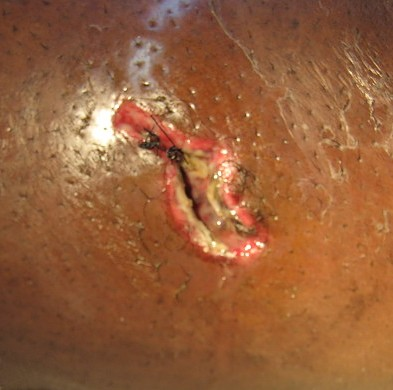
Ускладнення зашитої рани — інфікування з розходженням швів (2 вузлових шви ще частково залишились)

Неспроможність швів виникає як наслідок дії механічних чи біологічних чинників.
До механічних причин належать:
1. Використання неякісного, нетривкого хірургічного шовного матеріалу: ушкодження або дефекти, як фабричні, так і під час «заряджання голки», випадковий вузол, що утворився на нитці
2. Помилка підбору:
  - невідповідність міцності нитки та товщини тканини, яку зшивають (при «міцній» тканині і «слабкій» нитці шов може порватися, при тонкій тканині і тонкій і міцній нитці, вона прорізає тканину)
  - невідповідність калібру голки і калібру нитки (товста голка з тонкою ниткою створює в тканинах канал, який не виповнюється повністю цією ниткою, що веде до «негерметичності» шва; затовста нитка травмує тканини в каналі, під час накладання шва)
  - неадекватна зміна відстані між швами або прошиваннями («густина швів»)
3. Накладення швів занадто далеко від краю рани (погіршується кровопостачання тканин), або занадто близько до краю (може відбуватись прорізування)
4. Порушення натягу:
  - натяг тканин при зашиванні практично завжди веде до прорізування швів; ступінь навантаження на кожен шов і небезпека його прорізування, при необхідності накладення швів в умовах натягу, можна зменшити, накладаючи часті вузлові шви
  - прорізується вузол; прорізування тканин самим вузлом виникає при надто тугому затягуванні першого витка
  - «врізання» вузла в тканину; зав'язуючи вузли, потрібно «дозувати» свої зусилля, узгоджуючи їх з товщиною нитки і міцністю тканин
  - погано зав'язаний вузол не забезпечує належного прилягання тканин або веде до розв'язування вузла; вузол може розв'язуватися, якщо він недотягнутого і не забезпечує необхідного тертя; якщо кінці ниток зрізані занадто коротко і вони при виникненні навантаження вислизають з-під петлі;
5. Нерівномірне затягування при накладанні, наприклад безперервного шва
6. Груба травма тканин по ходу нитки з подальшими некрозами, гематомами

До біологічних причин:
1. Неадекватне кровопостачання та низька регенеративна здатність тканин котрі зшивають, що може спричинити до некрозу і прорізування механічно міцного шва
2. Накладення швів на патологічно змінені тканини (в пухлинному або запальному інфільтраті, набряклі, склерозіровані, рубцево-змінені, кальциновані тканини)
3. Біологічна несумісність шовного матеріалу, що провокує відторгнення; при набряканні чи промоканні, що веде до ослизнення матеріалу і розв'язування вузлів
4. Інфекція

### Відео
- Зашивання рани [Архівовано 18 січня 2021 у Wayback Machine.] 2010, youtube, 6хв 31сек
- Learn How To Suture - Best Suture Techniques and Training - Відео на YouTube

| Затискач | Це незавершена стаття з хірургії. Ви можете допомогти проєкту, виправивши або дописавши її. |